# Газовые горелки инфракрасного излучения
Газовые горелки инфракрасного излучения — разновидность газовых горелок, используемая для нагрева предметов и обогрева помещений при помощи инфракрасного излучения металлических или керамических пластин, раскаляемых за счёт сжигания газа на их поверхности или в их толще.

## Принцип действия
Инфракрасное излучение — электромагнитное излучение, занимающее спектральную область между красным концом видимого света (с длиной волны λ = 0,74 мкм) и микроволновым излучением (λ ~ 1—2 мм). Инфракрасное излучение также называют «тепловым», поскольку оно вызывает ощущение тепла на коже при облучении.

## Конструкция

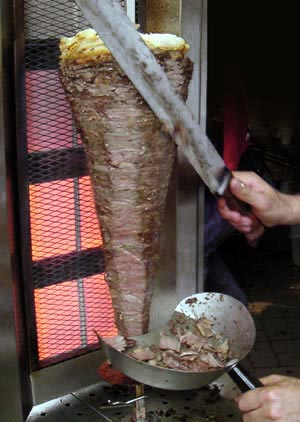
Infrared heater for cooking

При проектировании газовых инфракрасных излучателей, можно выбрать два конструктивных решения:
- Металлические листы нагреваются снаружи маленькими газовыми факелами или посредством потока горячих отработанных газов. При этом листы в соответствии с их размерами, температурой и состоянием поверхности создают диффузное инфракрасное излучение.
- Стехиометрическую газовоздушную смесь пропускают либо через пористые или перфорированные пластины из керамического материала, либо через металлические сетки и сжигают её на поверхности последних.

В первом случае продукты сгорания не соприкасаются с материалами, нагреваемыми с помощью инфракрасного излучения в изолированном пространстве печи (например, в туннеле); при втором — горячие продукты сгорания поступают в сушильное пространство, то есть соприкасаются с нагреваемыми материалами.
В зависимости от конструктива, горелки называют «тёмные» и «светлые». При температуре насадки до 600 °C и трубным нагревательным элементом, горелка считается «тёмной», свыше 600 °С и металлической сеткой или керамическими пластинами — «светлой». Называют их так, потому что «светлые» горелки светятся в видимом диапазоне, подобно лампам накаливания. Однако, большая часть излучения (порядка 60 %) по-прежнему представляет тепловое излучение. Так же, «светлые» горелки выбрасывают отработанные газы в отапливаемое помещение, в то время как у «тёмных» возможно варьировать по желанию выбросами продуктов сгорания, либо в отапливаемое помещение, либо за его пределы. У «тёмных» горелок есть дымосос, который кроме того что выравнивает по всей длине трубного излучателя температурный поток, ещё и даёт возможность удалять продукты сгорания от излучателя, в то время как у «светлых» горелок такого дымососа нет конструктивно, и необходимо предусматривать принудительный отвод продуктов сгорания. Продукты сгорания газа в «светлых» горелках выводятся системой общеобменной вентиляции из верхней зоны помещения, реже — системами местной вентиляции.
Основные элементы «светлой» газовой горелки инфракрасного излучения: 1 — рефлектор; 2 — керамические пластины (насадки) с множеством микроскопических отверстий; 3 — редуктор; 4 — система автоматики; 5 — смеситель-инжектор; 6 — форсунка; 7 — пьезорозжиг.
Основные элементы «темной» газовой горелки инфракрасного излучения: 1 — рефлектор; 2 — трубный излучатель (нагревательные трубы); 3 — редуктор; 4 — система автоматики; 5 — смеситель-инжектор; 6 — горелка (дутьевая или инжекционная); 7 — пьезорозжиг; 8 — дымосос.
Так же существует такое понятие как «супертемные» излучатели. «Супертемные» излучатели имеют излучающие трубы много большего диаметра, до 400 мм, и температура их нагрева значительно ниже, до 200 °C, они имеют большую длину, до 200 м.п. и как правило изготавливаются сложной конфигурации под определённый объект.

## История создания газового инфракрасного обогревателя
Первый газовый инфракрасный обогреватель был изобретён и запатентован в 1933 году немецким конструктором Гюнтером Шванком.
Фото патента № 1 на газовый инфракрасный обогреватель

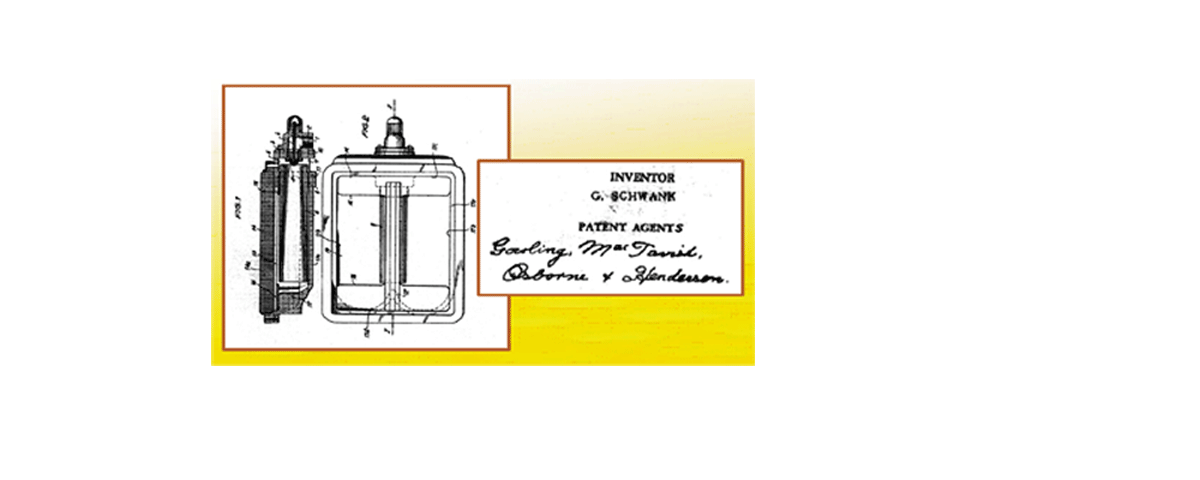
Патент инфракрасной газовой горелки